# Oenocatantops
Oenocatantops is een geslacht van rechtvleugeligen uit de familie veldsprinkhanen (Acrididae). De wetenschappelijke naam van dit geslacht is voor het eerst geldig gepubliceerd in 1953 door Dirsh.

## Soorten
Het geslacht Oenocatantops  is monotypisch en omvat slechts de volgende soort:
- Oenocatantops miles (Giglio-Tos, 1907)